# 波特兰 (北达科他州)
波特兰（英語：Portland），是美国北达科他州下属的一座城市。根据2010年美国人口普查，该市有人口606人。2011年估计该市有人口608人，相对于2010年，增长率为0.33%。